# Kukouri
Kukouri è una piccola isola finlandese dell'arcipelago di fronte alla costa di Kotka.
Vi è situato il Forte Slava, detto anche Fortezza dell'Onore.